# Splijtende tandzwam
De splijtende tandzwam (Schizopora radula) is een schimmel uit de familie van de Schizoporaceae.

## Kenmerken
De splijtende tandzwam en de witte tandzwam (Schizopora radula en S. paradoxa) zijn dubbelgangers die in het veld niet van elkaar zijn te onderscheiden. Het zijn witte gaatjeszwammen waarvan de poriënwanden na verloop van tijd uiteenvallen waardoor een tandvormig uiterlijk ontstaat. Dit gaat mogelijk bij de splijtende tandzwam minder snel, maar dit vormt geen bruikbaar kenmerk. Het enige betrouwbare kenmerk zijn de kleinere sporen van de Splijtende tandzwam: gemiddelde sporenlengte kleiner dan 5,5 µm bij de splijtende tandzwam en groter dan 5,5 µm bij de witte tandzwam. Het verdient aanbeveling rijpe sporen te meten afkomstig uit een sporee (op een objectglaasje). Beide soorten worden soms ook in het geslacht Hyphodontia ondergebracht.

## Verspreiding
In Nederland komt de splijtende tandzwam vrij algemeen voor.